# Бент, Уильям

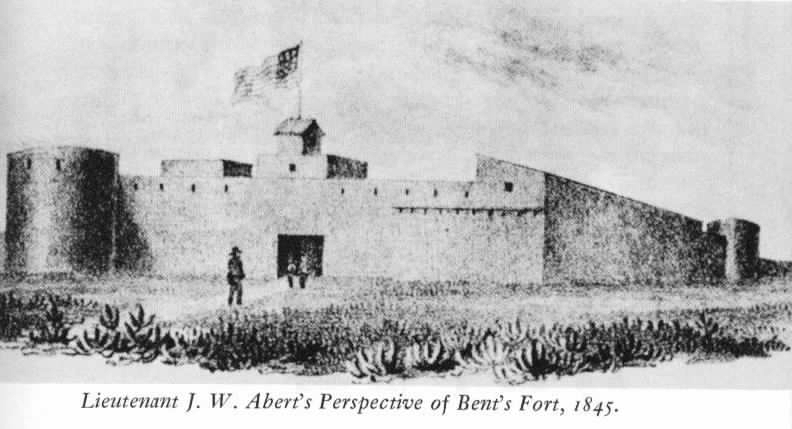
Форт-Бент, 1845 г.

Уильям Бент (англ. William Bent; 23 мая 1809 — 19 мая 1869) — траппер, торговец и ранчер Дикого Запада, один из первых американских поселенцев на территории современного штата Колорадо.

## Биография

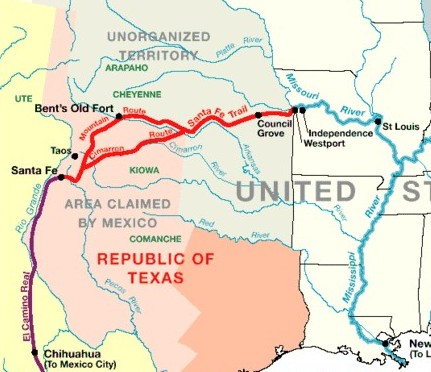
Форт-Бент и дорога Санта-Фе.

Уильям Бент родился в городе Сент-Луис 23 мая 1809 года. Его отец, Сайлас Бент, переехал в Миссури из Массачусетса за пять лет до рождения Уильяма Бента. Сайлас Бент имел юридическое образование и вскоре стал судьёй и уважаемым горожанином, он умер в 1827 году, оставив семь сыновей.
Примерно в начале второй четверти XIX века Уильям Бент присоединился к своему старшему брату Чарльзу и стал заниматься мехоторговлей. В верховьях Миссури братья Бенты познакомились с
Сираном Сент-Врейном, и около 1827 года эти три молодых человека сформировали товарищество, наняли множество белых трапперов и направились к реке Арканзас. На месте современного города Пуэбло они поставили лагерь и обнесли его частоколом. Индейцы шайенны посоветовали белым торговцам  перенести форт подальше от Скалистых гор вниз по реке, так как в тех местах бродили большие стада бизонов и индейцы часто ставили там свои лагеря. В 1833 году Уильям Бент с компаньонами построили новый пост, который стал известен как Форт-Бент. Он был первым постоянным поселением во всей центральной области Равнин. Со временем этот форт стал крупным местом торговли на Великих Равнинах. Чаще других индейских племён поторговать к нему приходили шайенны, с которыми Уильям Бент находился в хороших отношениях и дружил со многими вождями, особенно с Чёрным Котлом, который называл Бента Маленький Белый Человек. 
В 1835 году Бент женился на шайеннке Женщине Сове, которая родила ему четверых детей. После её смерти, он женился на её сестре, Жёлтой Женщине.
Уильям Бент некоторое время прожил в городе Уэстпорт, штат Миссури, где владел большим участком земли. Позже он снова переехал в Колорадо и обзавёлся собственным ранчо. Уильям Бент умер в 1869 году и был похоронен недалеко от города Лас-Анимас, в южном Колорадо.